# Oxalis convexula
Oxalis convexula är en harsyreväxtart som beskrevs av Nikolaus Joseph von Jacquin. Oxalis convexula ingår i släktet oxalisar, och familjen harsyreväxter. Inga underarter finns listade i Catalogue of Life.